# 珍妮弗·道德纳

道德纳在創新基因體學研究所

珍妮弗·安妮·道德纳（英語：Jennifer Anne Doudna，1964年2月19日—），美国生物学家，美国加州大学伯克利分校的化学及生物学教授；自1997年以来，也担任霍华德·休斯医学研究所（HHMI）的研究员。她与法国科学家埃玛纽埃勒·沙尔庞捷一同获得2020年诺贝尔化学奖。
道德纳在夏威夷州希洛长大。她于1985年毕业于波莫纳学院，并于1989年从哈佛医学院毕业获得博士学位。除了她在加州大学伯克利分校的教授职位之外，她还是创新基因组学研究所（Innovative Genomics Institute）的主席兼董事会主席，劳伦斯伯克利国家实验室的教职科学家，格拉德斯通研究所的高级研究员，以及加利福尼亚大学旧金山分校的细胞和分子药理学教授。
2012年，道德纳和埃玛纽埃勒·沙尔庞捷率先提出CRISPR-Cas9（來自細菌的酶，可控制微生物免疫）可用於基因組的可程式編輯，這被稱為生物學史上最重大的發現之一。自此之後，道德纳因其在開發CRISPR媒介基因組編輯方面的基礎工作和領導地位，成為被稱為「CRISPR革命」的領導人物。

## 早年生活與求學經歷
珍妮弗·道德納出生於美國華盛頓特區，母親Dorothy Jane擁有教育碩士學位是位全職母親，父親Martin Kirk Doudna於密西根大學取得博士學位。
道德納七歲時全家搬至夏威夷，父親於夏威夷大學希洛分校教授美國文學，母親於該校取得第二個亞洲歷史碩士學位，並於當地社區學校教授歷史。道德納在希洛 (夏威夷州)成長，開始對於島上美好的環境及動植物感到著迷，培養出好奇心並渴望瞭解生命背後所牽涉的生物學機制。
與父母在家中鼓勵知識追求的氛圍相結合，她的父親喜歡閱讀科學書籍，並在家裡擺滿許多科普書籍，在道德納小學六年級時，父親送她一本詹姆斯·杜威·沃森於1968年出版書籍雙螺旋：發現DNA結構的故事，書中描述華生如何發現DNA結構，這本書帶給道德納重要啟發。
求學期間也培養了她對科學和數學的興趣，在希洛高中就讀時，化學老師Jeanette Wong激發她對科學的好奇心；一位研究癌細胞領域的訪問學者進一步鼓勵她將科學作為職業選擇；她在夏威夷大學希洛分校著名真菌學家 Don Hemmes 實驗室工作了一個夏天，並於 1981 年從希洛高中畢業。
進入大學後，道德納於波莫納學院就讀生物化學，在她大一時，曾在學習普通化學時質疑自己是否有足夠能力以科學作為志業，並考慮在大二時將主修改為法語，然而她的法語老師建議她堅持下去。
在波莫納學院就讀期間，她遇到幾位對她研究生涯產生深遠影響的人，包含化學教授Fred Grieman、Corwin Hansch以及導師Sharon Panasenko。道德納在Sharon Panasenko的實驗室開始進第一項科學研究，從Sharon Panasenko身上，她看到女性也能在較常被視為由男性主導的學術界取得成功，在職業生涯初期有這樣的女性榜樣，對她受益良多。
她在1985年取得生物化學學士學位，而後前往哈佛医学院攻讀博士，於1989年取得生物化學和分子藥理學博士學位。她的博士學位論文是關於設計一個提高RNA自我複製效率的系統。

## 研究成果

克里斯多福·米歇爾為美國國家科學院拍攝的珍妮佛·道德纳肖像

取得博士學位後，道德納獲得麻省总医院分子生物學研究獎學金，以及哈佛醫學院的遺傳學研究獎學金。1991至1994年，她在科羅拉多大學波德分校生物醫學領域擔任博士後研究員，與托馬斯·切赫共事。截至2022年，道德納的H指數以Google Scholar查詢為141，以Scopus查詢為111。

### 核酶結構與功能研究
在科學生涯早期，道德納致力於揭示RNA酶或核酶的結構和生物學功能。道德納將自我剪切的四膜蟲第一群催化內含子重新設計，使其成為一種真正能夠複製RNA模板的催化核酶，她專注於設計核酶並理解其基本機制，但卻發現無法看到核酶的分子機制是主要的問題，於是前往科羅拉多大學波德分校的托馬斯·切赫實驗室，透過將一種核酶的三維結構結晶化，以便比較核酶與催化蛋白質的結構差異。她在1991年開始這項研究，並於1996年在耶魯大學完成該項目。

### 於耶魯大學，透過X射線繞射技術瞭解核酶活性位點結構

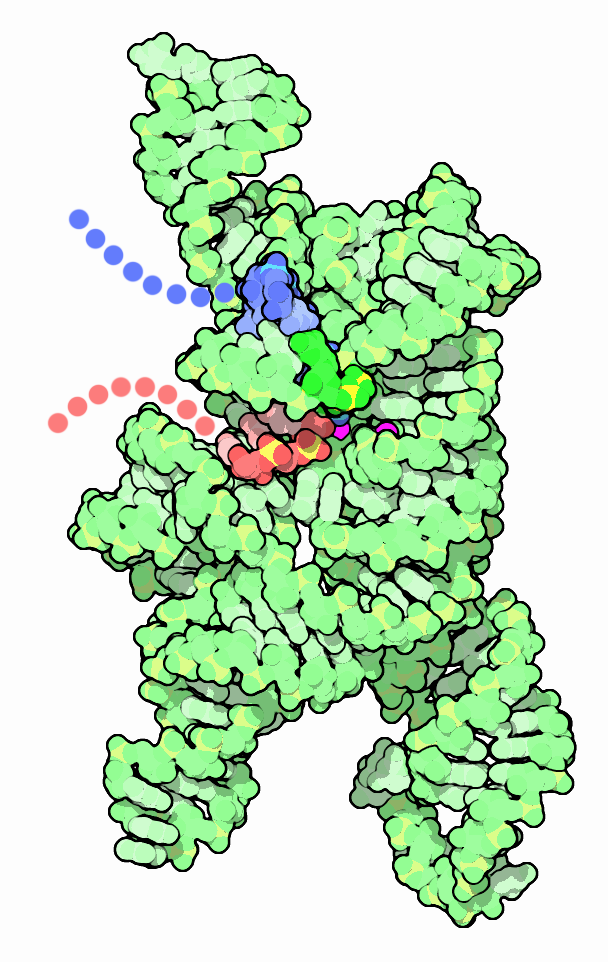
具有兩個外顯子的自剪接內含子的形狀（以紅色和藍色顯示）. DS Goodsell, 2005, PDB

1994年道德納以助理教授身份加入耶魯大學分子生物物理和生物化學系。她的團隊解決了四膜蟲第一群核酶催化核心的三維結構問題，根據研究成果顯示，在核酶P4-P6區域中，五個鎂離子聚集在一個區域形成疏水核心，周圍的結構可以圍繞它折疊。這與蛋白質通常擁有一個疏水性胺基酸核心的方式相似，但在化學上有所不同。她的團隊也晶化了其他核酶，包括D型肝炎病毒核酶。這項研究初步解決大型RNA結構的問題，並進一步引領「内部核糖体进入位点（IRES）」及「蛋白質-RNA複合體（如：信号识别颗粒）」的結構研究。
道德納於2000年晉升為耶魯大學分子生物物理學與生物化學的亨利·福特二世教授，於2000年至2001年，她曾擔任哈佛大學的罗伯特·伯恩斯·伍德沃德訪問化學教授。

### 赴加州大學柏克萊分校任教
2002年，她加入丈夫Jamie Cate任職的加州大學柏克萊分校，接受其提供的生物化學和分子生物學教授職位。她還獲得了使用劳伦斯伯克利国家实验室同步加速器進行高能X射線衍射實驗的機會。
2009年，她向學校請假，前往基因泰克公司領導發現研究。兩個月後，她在同事Michael Marletta的幫助下離開基因泰克公司回到學校，並取消了所有相關義務，專注研究CRISPR。
截至2023年，道德納仍在加州大學伯克利分校任職，負責領導創新基因組研究所。該研究所由道德納創立，為加州大學柏克萊分校和加州大学旧金山分校合作成立的單位，旨在開發基因組編輯技術並將其應用於人類健康、農業和氣候變化等社會重大議題。

### CRISPR-Cas9基因組編輯發現
2006 年，吉莉安·班菲尔德 (Jillian Banfield) 向道德纳介紹了CRISPR，她透過谷歌搜尋找到了道德纳。她在瀏覽器中輸入了“RNAi和加州大學伯克利分校”，道德纳的名字就排在了清單的首位。 2012年，道德纳和她的同事們取得了一項新發現，減少了編輯基因組DNA所需的時間和工作量。 他們的發現依賴鏈球菌細菌「CRISPR」免疫系統中發現的一種名為Cas9的蛋白質，它與引導RNA合作，起到剪刀的作用。這種蛋白質會攻擊它的獵物——病毒的DNA，並將其切碎，從而阻止其感染細菌。 該系統最早由石野良純（Yoshizumi Ishino）及其同事於1987年發現，後來由弗朗西斯科·莫吉卡（Francisco Mojica）對其進行了描述，但道德纳和埃玛纽埃勒·沙尔庞捷（Emmanuelle Charpentier）首次首次展示了他們可以使用不同的RNA來編程，以切割和編輯不同的DNA。
隨著CRISPR越來越多地用於編輯多細胞生物，道德纳繼續被要求擔任使用CRISPR技術改變生物體功能的倫理方面的思想領袖。此後，他們的發現得到許多研究小組的進一步發展，應用於從基礎細胞生物學、植物和動物研究到鐮刀型紅血球疾病、囊腫性纖維化、亨廷頓舞蹈症和愛滋病毒等疾病的治療。道德纳和其他幾位頂尖生物學家呼籲全球暫停任何使用CRISPR進行基因編輯的臨床應用。道德纳支持使用CRISPR進行體細胞基因編輯，這種基因改變不會傳遞給下一代，但不支持進行種系基因編輯。

### 猛獁生物科學公司
2017年，道德纳與他人共同創立了位於舊金山的生物工程科技新創公司猛獁生物科學公司 (Mammoth Biosciences)。初始融資$2,300萬美元，2020年B輪融資$4,500萬美元。該公司致力於改善生物感測測試的取得途徑，以解決「醫療保健、農業、環境監測、生物防禦等領域的挑戰」。

## 個人生活
道德纳的第一次婚姻是在1988年，她與哈佛大學的研究生同學湯姆·格里芬 (Tom Griffin) 結婚，但格里芬的興趣比杜德娜更廣泛，而且不太注重研究，幾年後兩人離婚了。格里芬想搬到科羅拉多州的博爾德，道德纳也對在那裡與托马斯·切赫一起工作感興趣。 在科羅拉多大學擔任博士後研究員期間，道德纳認識了當時還是研究生的傑米·‧凱特 (Jamie Cate)。他們共同合作進行項目，以結晶並確定四膜蟲第一組內含子P4-P6催化區的結構。杜德娜帶著凱特來到耶魯大學，兩人於2000年在夏威夷結婚。凱特後來成為麻省理工學院的教授，杜德娜則跟隨他去了波士頓的哈佛大學，但在2002年，他們都接受了伯克利大學的教職並一起搬到了那裡；凱特早期在加州大學聖克魯茲分校和劳伦斯伯克利国家实验室的經歷讓他更喜歡西海岸不太正式的環境，而道德纳則喜歡伯克利是一所公立大學。 凱特是伯克利大學的教授，致力於基因編輯酵母以增加其纖維素發酵，從而生產生質燃料。道德纳和凱特的兒子出生於2002年，就讀於加州大學伯克利大學，學習電機工程和電腦科學。他們住在伯克利。

## 榮譽
- 1996年：貝克曼青年研究者獎（英语：Beckman Young Investigators Award）[43]
- 1999年：NAS Award for Initiatives in Research（英语：NAS Award for Initiatives in Research）[19]
- 2000年：艾倫·沃特曼獎[44]
- 2001年：Eli Lilly Award in Biological Chemistry（英语：Eli Lilly Award in Biological Chemistry）[19]
- 2013年：Mildred Cohn Award in Biological Chemistry（英语：Mildred Cohn Award in Biological Chemistry）（首屆）[45]
- 2014年：Jacob Heskel Gabbay Award（共同得奖的有張鋒和埃玛纽埃勒·沙尔庞捷[46]）
- 2014年：Lurie Prize in Biomedical Sciences（英语：Lurie Prize in Biomedical Sciences）[19]
- 2014年：保羅・楊森博士生物醫學研究獎（英语：Dr. Paul Janssen Award for Biomedical Research） （與埃玛纽埃勒·沙尔庞捷共同得獎）[19]
- 2015年：生命科學突破獎（與埃玛纽埃勒·沙尔庞捷共同得獎）[22]
- 2015年：馬斯利獎（英语：Massry Prize）(與埃玛纽埃勒·沙尔庞捷及菲利普·霍瓦特共同得獎)[47]
- 2015年：阿斯图里亚斯亲王奖（共同得奖的有埃玛纽埃勒·沙尔庞捷）[19]
- 2015年：格魯伯遺傳學獎Gruber Prize in Genetics（與埃玛纽埃勒·沙尔庞捷共同得獎）[48]
- 2016年：蓋爾德納國際獎（共同得奖的有埃玛纽埃勒·沙尔庞捷、張鋒、菲利普·霍瓦特、魯道夫·巴蘭古）[49]
- 2016年：Warren Alpert Foundation Prize（英语：Warren Alpert Foundation Prize）(與埃玛纽埃勒·沙尔庞捷、魯道夫·巴蘭古、菲利普·霍瓦特及維爾吉尼尤斯·希克什尼斯共同得獎)[50]
- 2016年：保羅·埃爾利希和路德維希·達姆施泰特獎（與埃玛纽埃勒·沙尔庞捷共同得獎）[51]
- 2016年：海尼根獎（英语：Heineken Prizes）[52]
- 2016年：唐獎生技醫藥獎[53]
- 2016年：HFSP Nakasone Award（英语：HFSP Nakasone Award）（與埃玛纽埃勒·沙尔庞捷共同得獎）[54]
- 2016年：BBVA基金會前沿知識獎（英语：BBVA Foundation Frontiers of Knowledge Award）（與埃玛纽埃勒·沙尔庞捷及Francisco Mojica共同得獎）
- 2016年：世界傑出女科學家成就獎（與埃玛纽埃勒·沙尔庞捷共同得獎）[55]
- 2020年：沃尔夫医学奖（共同得奖的有埃玛纽埃勒·沙尔庞捷）[56][57]
- 2020年：诺贝尔化学奖（共同得奖的有埃玛纽埃勒·沙尔庞捷）[58]
- 2023年：國家發明家名人堂（英语：National Inventors Hall of Fame）[59][60]
- 2025年：國家技術與創新獎章（英语：National Medal of Technology and Innovation）[61]

2015年，《時代》雜誌將珍妮弗·道德纳評選為全球100位最具影響力的人物之一（與埃玛纽埃勒·沙尔庞捷）。